# Manuel Weber
Manuel Weber (* 28. August 1985 in Villach) ist ein ehemaliger österreichischer Fußballspieler auf der Position eines Mittelfeldspielers.

## Karriere

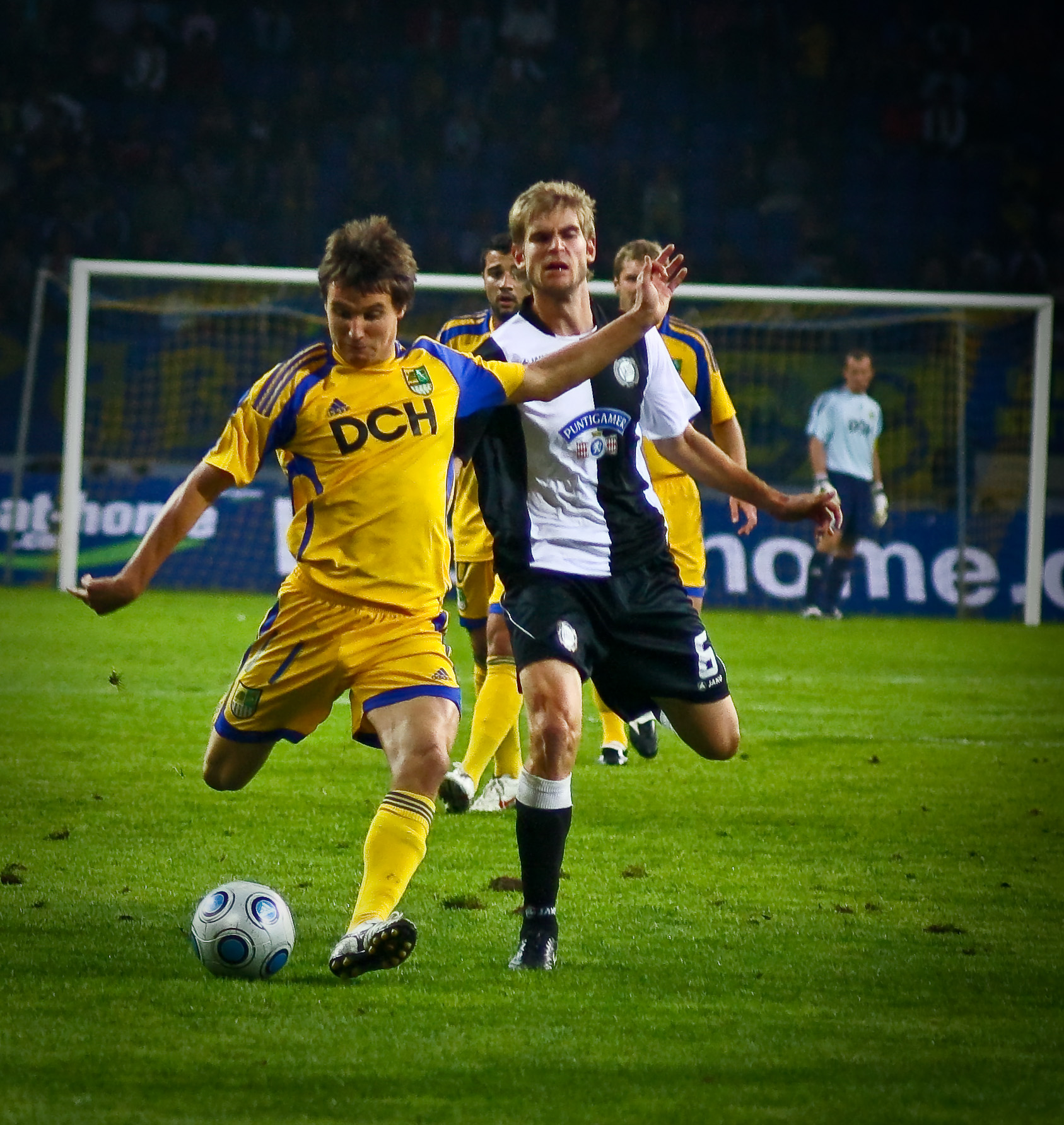
Denys Olijnyk und Manuel Weber (rechts) in einem UEFA-Europa-League-Spiel 2009/10

### Vereinskarriere
Weber begann seine Karriere in der Jugendmannschaft des FC Kärnten. 2003 gab er sein Debüt in der ersten Mannschaft der Südösterreicher. In seiner ersten Saison kam er auf acht Einsätze in der Bundesliga. 2004 stieg er mit den Kärntnern ab. Nach drei Jahren Zweitklassigkeit wechselte er zum neu formierten SK Austria Kärnten in die höchste österreichische Spielklasse. Nach einer starken Saison und den tragischen Ereignissen rund um Adam Ledwoń, der sich im Juni 2008 das Leben nahm, wurde Weber im Sommer 2008 von Trainer Frenkie Schinkels zum neuen Kapitän des SK Austria Kärnten ernannt.
Am 27. Mai 2009 wurde bekannt, dass der bereits für fix geltende Transfer nach Wiener Neustadt aufgrund der Vertragsauflösung mit Wiener Neustadt-Manager Peter Svetits geplatzt ist. Sein Manager bestätigte am selben Tag den Transfer des Kärntners zum SK Sturm Graz mit Saisonende 2008/09.
Am 28. Mai 2009 unterzeichnete Weber schließlich einen Zweijahresvertrag beim SK Sturm. Am 30. Jänner 2011 verlängerte Weber seinen Vertrag mit den Grazern vorzeitig um drei Jahre bis 2014. In der Saison 2010/11 wurde er mit Sturm Graz österreichischer Fußballmeister.
Im Sommer 2014 wechselte er zum Wolfsberger AC.
Nach der Saison 2015/16 beendete Weber im Alter von 30 Jahren seine Profikarriere und wurde beim fünftklassigen SV Rosegg gemeldet. Für die Rosegger kam er jedoch nie zum Einsatz.
Gleich nach seinem Karriereende wurde er als Spielerberater bei der FCS Selection Fussballconsulting GmbH aus Schiefling am Wörthersee tätig und ist dort aktuell (Stand: 2020) noch immer angestellt. Dort arbeitet er unter anderem mit dem ehemaligen Profispieler Josef Michorl und einem Team weiterer Spielerberater zusammen.

### Nationalmannschaft
Manuel Weber kam zu mehreren Einsätzen in diversen Altersklassen der ÖFB-Jugend, darunter zwei für die österreichische U-21-Nationalmannschaft. Am 19. Mai 2011 wurde er von Teamchef Didi Constantini erstmals in die österreichische A-Nationalmannschaft einberufen. Nur wenige Tage später gab er beim 3:1-Erfolg über Lettland sein A-Länderspieldebüt, als er in der 90. Spielminute für Zlatko Junuzović aufs Spielfeld kam.

## Erfolge
- Österreichischer Cup-Sieger 2010 (SK Sturm Graz)
- Österreichischer Meister 2011 (SK Sturm Graz)